# 로맨스 영화

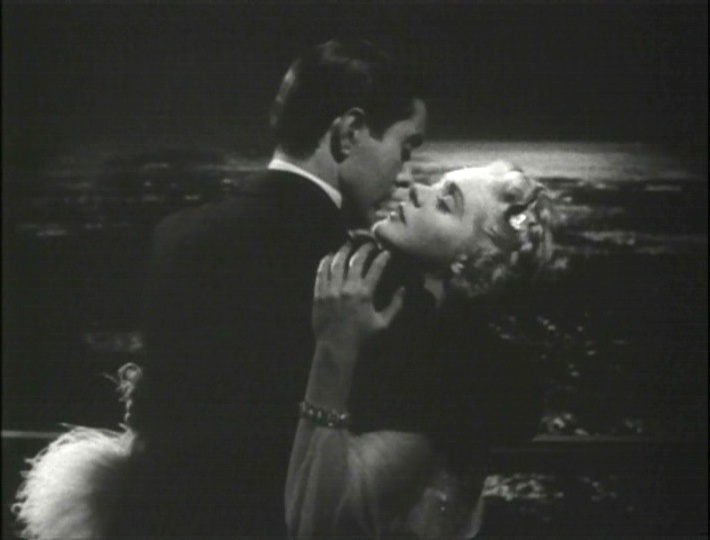
타이론 파워가 1938년 영화 알렉산더의 랙타임 밴드에서 앨리스 페이를 열정적으로 껴안는 모습.

로맨스 영화(romance film)는 극장이나 텔레비전에서 방송하기 위해 시각 매체에 기록된 낭만적인 사랑 이야기로, 주인공들의 열정, 정서, 애정 어린 로맨틱 관계에 초점을 맞춘다. 일반적으로 데이트, 구애, 결혼을 통한 여정이 특징이다. 이 영화들은 낭만적인 사랑의 추구를 주요 플롯의 초점으로 삼는다. 때때로 로맨스 애호가들은 금융, 신체적 질병, 다양한 형태의 차별, 심리적 제약 또는 가족의 반대와 같은 장애물에 직면한다. 모든 매우 강하고 깊고 친밀한 로맨틱 관계에서와 마찬가지로, 일상생활의 긴장, 유혹 (불륜의), 그리고 호환성의 차이가 로맨스 영화의 플롯에 들어간다.
로맨스 영화는 종종 첫눈에 반한 사랑, 젊고 성숙한 사랑, 짝사랑, 집착, 감성적인 사랑, 영적인 사랑, 금지된 사랑, 플라토닉 사랑, 성적이고 열정적인 사랑, 희생적인 사랑, 폭발적이고 파괴적인 사랑, 비극적인 사랑의 본질적인 주제를 탐구한다. 로맨스 영화는 시청자들에게 큰 탈출구이자 환상적인 역할을 하는데, 특히 두 주인공이 결국 어려움을 극복하고 사랑을 고백하며 "영원히 행복하게" 사는 것을 암시하는 재회와 마지막 키스로 끝날 때 더욱 그렇다. 로맨스 텔레비전 시리즈에서는 이러한 로맨틱 관계가 여러 에피소드에 걸쳐 발전하거나 다른 등장인물들이 다른 로맨틱 아크에서 얽히게 될 수 있다.
극작가이자 학자인 에릭 R. 윌리엄스는 자신의 극작가 분류법에서 로맨스 영화를 11가지 슈퍼 장르 중 하나로 식별하며, 모든 장편 서사 영화를 이 슈퍼 장르로 분류할 수 있다고 주장한다. 나머지 10가지 슈퍼 장르는 액션, 범죄, 판타지, 공포, SF, 코미디, 스포츠, 스릴러, 전쟁 및 서부이다.

## 로맨스 영화의 감소
총 영화 제작 편수에서 로맨스 영화의 비율은 최근 몇 년 동안 크게 감소했다. IMDb의 데이터에 따르면, 로맨스 영화의 점유율은 2000년 전체 개봉 영화의 34.8%에서 가장 최근 보고된 해에는 8.6%로 감소했다.
로맨스 영화는 영화 역사에서 주기적으로 나타났다. 1940년대부터 1960년대 초반까지 개봉 영화의 상당 부분을 차지했지만, 이후 눈에 띄게 감소했다. 이 장르는 20세기 마지막 30년 동안 점진적으로 회복되어 2000년대 초반에 정점을 찍었다. 그러나 이러한 추세는 최근에 역전되었다. 게다가 액션 영화와 같은 다른 장르의 영화에서 로맨스를 서브플롯으로 통합하는 경향도 줄어들고 있는 것으로 보인다.

## 하위 장르

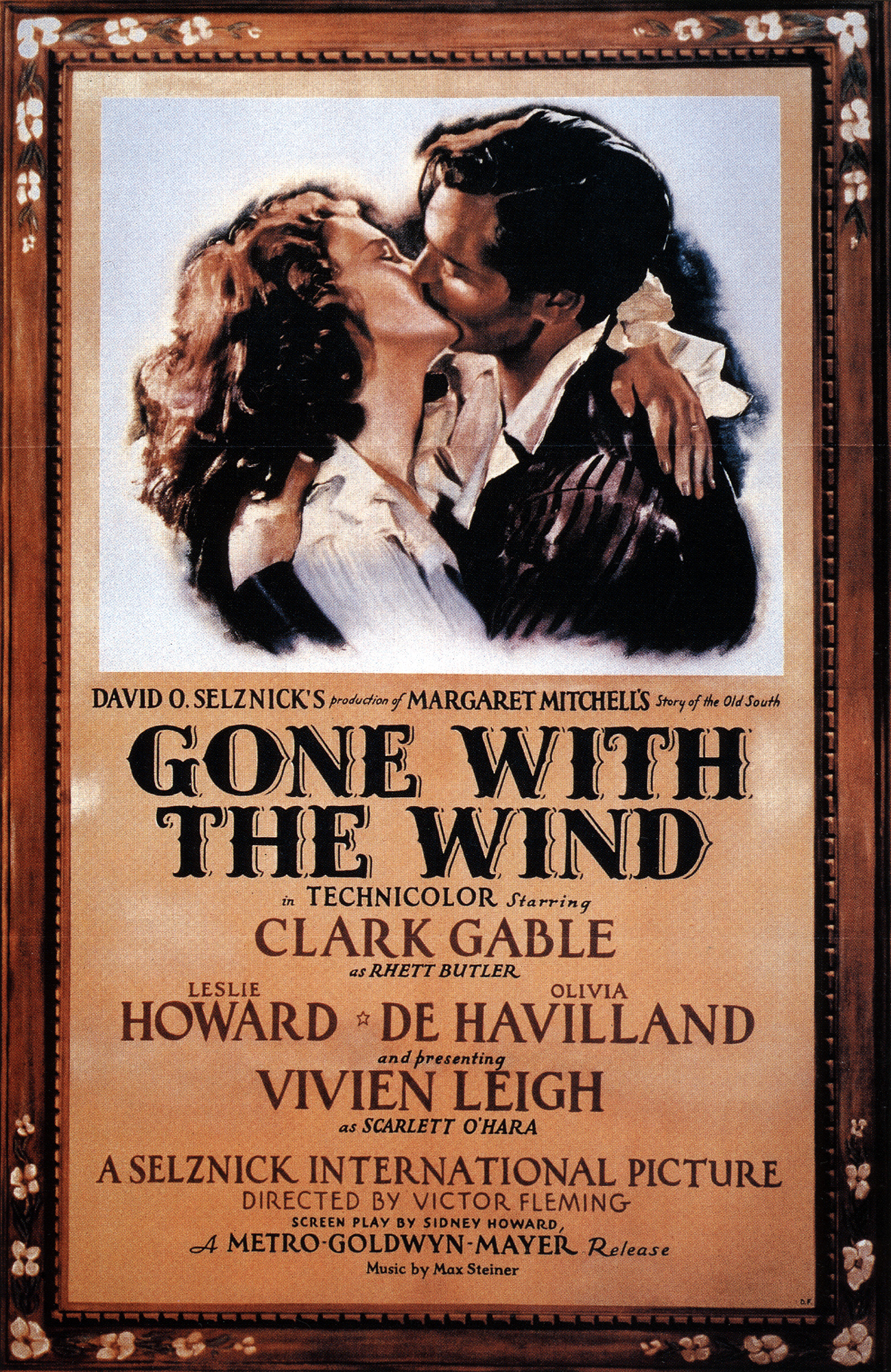
바람과 함께 사라지다 (1939) 포스터.

### 칙 플릭
칙 플릭은 주로 여성 관객을 대상으로 하는 로맨스 영화와 관련된 용어이다. 많은 로맨스 영화가 여성을 대상으로 할 수 있지만, 이는 로맨스 영화의 특징이 아니며, '칙 플릭'이 반드시 로맨스를 중심 주제로 삼거나, 등장인물들의 로맨틱 관계를 중심으로 전개되거나, 심지어 로맨틱 관계를 포함하지 않을 수도 있다. 따라서 이 용어들은 서로 바꿔 사용할 수 없다. 이 장르의 영화로는 길다, 분홍신, 센스 앤 센서빌리티, 신사는 금발을 좋아해, 더티 댄싱, 노트북, 디어 존, 워크 투 리멤버, 델마와 루이스, 그레이의 50가지 그림자, 시애틀의 잠 못 이루는 밤, 유브 갓 메일 및 로미오와 줄리엣 등이 있다.

### 역사 로맨스
에픽 로맨스라고도 불리는 이 장르는 전쟁, 혁명, 비극과 같은 격동적인 배경을 가진 역사적 시대를 배경으로 하는 낭만적인 이야기이다. 여기에는 바람과 함께 사라지다, 닥터 지바고, 레즈, 타이타닉, 인게이지먼트, 어톤먼트, 타오르는 여인의 초상, 콜드 워와 같은 영화가 포함된다.

### 패러노멀 로맨스
패러노멀 로맨스는 인간과 초자연적 존재 사이의 로맨틱 관계를 다루는 인기 있는 영화 장르이다. 인기 있는 주제로는 뱀파이어주의, 시간 여행, 유령 및 심령 능력 또는 염력(즉, 과학으로 설명할 수 없는 것들)이 있다. 이 장르는 문학에서 시작되어 스테프니 메이어의 책을 각색한 트와일라잇 사가의 성공에 힘입어 2000년대 초 스크린으로 옮겨졌다. 2007~2008년까지 영화 스튜디오는 여러 패러노멀 로맨스 영화를 제작했으며, 그 중 상당수는 소설을 각색한 것이었다.
패러노멀 로맨스 영화의 예로는 트와일라잇 사가, 웜 바디스, 뱀파이어 아카데미, 아임 드래곤, 셰이프 오브 워터: 사랑의 모양 등이 있다.

### 로맨틱 코미디
로맨틱 코미디는 진정한 사랑이 대부분의 장애물을 극복할 수 있다는 낭만적인 이상을 중심으로 한 가볍고 유머러스한 줄거리를 가진 영화이다. 이러한 영화의 유머는 슬랩스틱과는 달리 언어적이고 잔잔한 종류 또는 상황적인 경향이 있다. 이 장르에 속하는 영화로는 시티 라이트, 오페라의 밤, 어느 날 밤에 생긴 일, 그의 연인 프라이데이, 마이 와이프스 고블린, 필라델피아 스토리, 참을 수 없는 사랑, 로마의 휴일, 굿 모닝, 마이 디어 와이프, 빅 식, 이너프 세드, 사랑도 통역이 되나요?, 내가 사랑했던 모든 남자들에게, 네 번의 결혼식과 한 번의 장례식, 데이브, 금지된 사랑, 문스트럭, 인 서머 위 머스트 러브, 이보다 더 좋을 순 없다, 사랑할 때 버려야 할 아까운 것들, 해리가 샐리를 만났을 때, 애니 홀, 맨해튼, 아파트 열쇠를 빌려드립니다, 파블로와 캐롤라이나 등이 있다.

### 로맨틱 드라마

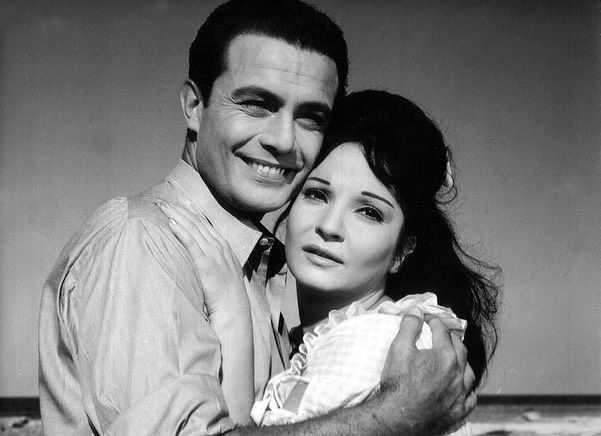
살라 줄피카르가 1965년 영화 디어러 댄 마이 라이프에서 샤디아를 열정적으로 껴안는 모습.

로맨틱 드라마는 일반적으로 두 사람 사이의 깊고 진정한 사랑을 방해하는 장애물을 중심으로 전개된다. 음악은 종종 감정적인 분위기를 나타내는 데 사용되며, 커플에게 더 큰 고립감을 조성한다. 로맨틱 드라마의 결론은 두 주인공 사이에 최종적인 로맨틱 결합이 일어날지 여부를 명확히 나타내지 않는 경우가 많다.
2000년 이전의 로맨틱 드라마 영화 및 TV 쇼의 예로는 맨즈 웨이 위드 우먼, 카사블랑카, 마리아 칸델라리아, 오만과 편견, 어포인트먼트 위드 해피니스, 웨이크풀 아이즈, 어몽 더 루인스, 더 리버 오브 러브, 디어러 댄 마이 라이프, 러브스토리, 파리 앤 러브, 피처리스 맨, 귀향, 먼지의 딸들, 달콤 쌉사름한 초콜릿, 써머스비, 매디슨 카운티의 다리, 잉글리쉬 페이션트, 셰익스피어 인 러브, 사관과 신사, 삽타파디 및 시네마 천국 등이 있다.
21세기 사례로는 네버 세이 굿바이, 사이드웨이, 게이샤의 추억, 슬럼독 밀리어네어, 인 디 에어, 아티스트, 글로리아 벨, 맬컴과 마리 등이 있다.
리처드 링클레이터 감독은 비포 선라이즈, 비포 선셋, 비포 미드나잇으로 구성된 저명한 비포 삼부작을 연출했다.
카소티 진다기 케이 (2001년 TV 시리즈)는 2000년대 인도 로맨틱 드라마 텔레비전 시리즈이다.
LGBT 문제를 다루는 동성 로맨틱 드라마로는 브로크백 마운틴, 블루 이즈 더 웜미스트 컬러, 캐롤, 문라이트, 콜 미 바이 유어 네임 등이 있다.

### 로맨틱 판타지
로맨틱 판타지는 로맨스 장르의 많은 요소와 관습을 사용하는 판타지 이야기를 묘사한다. 몇 가지 예로는 레이디 이브, 톱 햇, 쉘부르의 우산 (Les Parapluies de Cherbourg), 사랑은 비를 타고, 사랑의 블랙홀, 마법에 걸린 사랑, 신데렐라, 미녀와 야수, 노잉, 이터널 선샤인, 미드나잇 인 파리, 그녀, 셰이프 오브 워터: 사랑의 모양 등이 있다.

### 로맨틱 뮤지컬
로맨틱 뮤지컬 (또는 뮤지컬 로맨스)은 로맨틱 관계를 다루며 노래나 춤을 통해 이야기가 부분적으로 설명되는 영화 장르이다. 이 장르는 브로드웨이에서 시작되었으며 로저스 & 해머스타인 작품의 인기에 힘입어 스크린으로 옮겨졌다.
몇 가지 예로는 남태평양, 웨스트 사이드 스토리와 그 2021년 리메이크, 그리스, 하이 스쿨 뮤지컬, 어크로스 더 유니버스, 물랑 루즈, 맘마 미아! 프랜차이즈, 선샤인 온 리스, 라라랜드 등이 있다.

### 로맨틱 스릴러
로맨틱 스릴러는 로맨스 영화와 스릴러 장르의 요소를 결합한 줄거리를 가진 영화 장르이다. 로맨틱 스릴러 영화의 예로는 진주의 목걸이, 나는 결백하다, 현기증, 크라잉 게임, 보디가드, 언페이스풀, 당신이 사랑하는 동안에, 오페라의 유령, 투어리스트, 컨트롤러 등이 있다.

## 영화 유형, 매크로 장르 및 영화 제작자의 목소리
극작가 분류법은 영화를 논할 때 "하위 장르"를 넘어 추가 범주를 생성하며, 모든 서사적인 할리우드 영화를 코미디 또는 드라마("영화 유형"으로 식별됨)로 구분할 수 있다고 주장한다. 이 분류법은 또한 로맨스 슈퍼 장르와 짝을 이룰 수 있는 50가지 "매크로 장르"를 식별한다. 이 접근 방식을 사용하면 위에 언급된 바람과 함께 사라지다와 같은 영화는 단순히 역사 로맨스가 아니라 드라마틱한(유형) 역사/가족(매크로 장르) 로맨스(장르)로 분류될 것이며, 노트북은 단순히 로맨틱 드라마가 아니라 드라마틱한(유형) 질병(매크로 장르) 로맨스(장르)로 식별될 것이다.
마찬가지로 뮤지컬은 영화 제작자의 "목소리"에 대한 한 가지 옵션으로 분류되는데, 이는 등장인물들이 노래하게 만드는 예술적 선택이 이야기나 등장인물에 영향을 미치지 않고, 단지 이야기와 등장인물들이 전달되는 방식을 바꿀 뿐이기 때문이다. 따라서 그리스와 같은 로맨스 영화는 단순히 "뮤지컬 로맨스"가 아니라 드라마틱한(유형), 로맨스(슈퍼 장르), 고등학교/성장물(매크로 장르), 뮤지컬(목소리)로 분류될 것이다.

## 같이 보기
- 로맨틱 코미디
- 드라마 영화
- 로맨스 (사랑)